# Forsa landskommun
Forsa landskommun var en tidigare kommun i Gävleborgs län. Kommunkod 1952-1970 var 2130.

## Administrativ historik
Forsa landskommun (från början Forssa landskommun) inrättades den 1 januari 1863 i Forsa socken i Hälsingland när 1862 års kommunalförordningar trädde i kraft. Den 23 april 1869 bröts ett område i kommunens sydvästra del ut för att, tillsammans med en delar av kommunerna Njutånger, Enånger och Arbrå, bilda Nianfors landskommun.
Vid kommunreformen 1952 bildade den "storkommun" genom sammanläggning med grannkommunen Hög.
Den 1 januari 1955 överfördes från Forsa landskommun och Högs församling till Hälsingtuna landskommun och församling ett obebott område omfattande en areal av 0,04 km², varav allt land.
Den 1 januari 1971 blev kommunen en del av den nya Hudiksvalls kommun.

### Kyrklig tillhörighet
I kyrkligt hänseende tillhörde kommunen Forsa församling. Den 1 januari 1952 tillkom Högs församling.

## Kommunvapen
Forsa landskommun förde inte något vapen.

## Geografi
Forsa landskommun omfattade den 1 januari 1952 en areal av 341,53 km², varav 308,36 km² land. Efter nymätningar och arealberäkningar samt områdesöverföringar färdiga den 1 januari 1961 omfattade landskommunen samma datum en areal av 340,18 km², varav 309,43 km² land.

### Tätorter i kommunen 1960
| Tätort   | Folkmängd |
| -------- | --------- |
| Sörforsa | 1 304     |
| Näsviken | 821a      |

Tätortsgraden i kommunen var den 1 november 1960 45,2 procent.

## Politik

### Mandatfördelning i valen 1938-1966
|  | 11 | 3 |  | 7 |  |  |

| 23 |

| 2 | 12 |  | 7 | 2 |  |

| 22 |

| 5 | 9 |  | 7 | 2 |  |

| 22 |

| 3 | 14 |  | 11 | 5 |  |

| 33 |

| 4 | 15 | 10 | 4 | 2 |

| 29 | 6 |

| 4 | 14 | 11 | 3 | 3 |

| 29 | 6 |

| 4 | 15 | 11 | 3 | 2 |

| 31 |

| 5 | 13 | 12 | 3 | 2 |

| 30 | 5 |

### Fotnoter
1. ↑  Per Andersson: Sveriges kommunindelning 1863-1993, Draking, Mjölby 1993, ISBN 91-87784-05-X, s. 89
2. 1 2   ( PDF) Folkräkningen den 1 november 1960, I, Folkmängd inom kommuner och församlingar efter kön, ålder, civilstånd m.m.. Stockholm: Statistiska centralbyrån. 1961. sid. 54 & 203-204. Arkiverad från originalet den 15 juli 2015. https://www.webcitation.org/6a1zkRbkC?url=http://www.scb.se/Grupp/Hitta_statistik/Historisk_statistik/_Dokument/SOS/Folkrakningen_1960_01.pdf. Läst 16 november 2017 Arkiverad 14 oktober 2013 hämtat från the Wayback Machine.
3. ↑   (PDF) Folkräkningen den 31 december 1950, I, Areal och folkmängd inom särskilda förvaltningsområden m.m., Tätorter. Stockholm: Statistiska centralbyrån. 1952-05-19. sid. 105. Arkiverad från originalet den 1 oktober 2014. https://www.webcitation.org/6T09ZkyrB?url=http://www.scb.se/Grupp/Hitta_statistik/Historisk_statistik/_Dokument/SOS/Folkrakningen_1950_1.pdf. Läst 9 oktober 2014 Arkiverad 29 oktober 2013 hämtat från the Wayback Machine.
4. ↑   ( PDF) Folkräkningen den 1 november 1960, II, Folkmängd inom tätorter efter kön, ålder och civilstånd.. Stockholm: Statistiska centralbyrån. 1961. sid. 27. Arkiverad från originalet den 29 juni 2015. https://www.webcitation.org/6ZeEB9Ija?url=http://www.scb.se/Grupp/Hitta_statistik/Historisk_statistik/_Dokument/SOS/Folkrakningen_1960_02.pdf. Läst 16 november 2017 Arkiverad 24 september 2015 hämtat från the Wayback Machine.
5. ↑  SCB Folk- och bostadsräkningen 1965 del 2 sida 142 i pdf:en